# Michael Gogl
Michael Gogl (Gmunden, 4 november 1993) is een Oostenrijks wielrenner die anno 2023 rijdt voor Alpecin-Deceuninck.

## Carrière
Gogl nam namens een Oostenrijkse selectie deel aan de Ronde van de Toekomst in 2014. Hij werd vierde in de tweede etappe.
In 2015 wist Gogl de eerste editie van de GP Laguna te winnen door zijn medevluchters Seid Lizde en Simone Petilli achter zich te laten.
Na een stage werd Gogl in 2016 prof bij Tinkoff. Zijn debuut voor de Russische formatie maakte hij januari in de Tour Down Under, waar hij op de twintigste plaats in het jongerenklassement eindigde. Op het Oostenrijks kampioenschap in juni kwam hij het dichtst bij een zege: enkel Matthias Brändle en Gregor Mühlberger eindigde voor hem. Zijn seizoen sloot hij door in de Ronde van Lombardije op plek 35 te eindigen. Omdat zijn ploeg er aan het eind van 2016 mee stopte, moest Gogl op zoek naar een nieuwe ploeg. Drie dagen na zijn elfde plek op het Europese kampioenschap werd bekend dat de Oostenrijker een contract had getekend bij Trek-Segafredo.
Zijn debuut voor de Amerikaanse ploeg maakte Gogl in de Ronde van Dubai. In die vijfdaagse etappekoers, waar vanwege storm één etappe werd afgelast, finishte hij geen enkele keer bij de beste honderd renners. In april werd hij achtste in de Amstel Gold Race. In 2020 en 2021 eindigde hij in de top-10 in de Strade Bianche.

## Overwinningen
2014
4e etappe Grote Prijs van Sotsji
2015
GP Laguna
 Oostenrijks kampioen op de weg, Beloften
2018
Jongerenklassement Ronde van Poitou-Charentes in Nouvelle-Aquitaine

## Resultaten in voornaamste wedstrijden
| Jaar | Ronde van Italië | Ronde van Frankrijk | Ronde van Spanje |
| ---- | ---------------- | ------------------- | ---------------- |
| 2015 |                  |                     |                  |
| 2016 |                  |                     | 68e              |
| 2017 |                  | 146e                |                  |
| 2018 |                  | 113e                |                  |
| 2019 | 97e              |                     |                  |
| 2020 |                  | opgave              |                  |
| 2021 |                  | opgave              |                  |
| 2022 |                  | opgave              |                  |
| 2023 |                  | 133e                |                  |
| 2024 |                  |                     |                  |

| Jaar | Milaan-San Remo | Gent-Wevelgem | Ronde van Vlaanderen | Parijs-Roubaix | Amstel Gold Race | Luik-Bast.‑Luik | Ronde van Lombardije | Strade Bianche | Parijs-Tours |  | WK op de weg |  | Wereldranglijsten |
| ---- | --------------- | ------------- | -------------------- | -------------- | ---------------- | --------------- | -------------------- | -------------- | ------------ |  | ------------ |  | ----------------- |
| 2015 |                 |               |                      |                |                  |                 |                      |                | 90e          |  |              |  |                   |
| 2016 |                 | opgave        | 108e                 | opgave         |                  |                 | 35e                  |                |              |  |              |  | 213e (UWT)        |
| 2017 |                 |               |                      |                | 8e               | 26e             |                      |                |              |  |              |  | 155e (UWT)        |
| 2018 |                 |               |                      |                | opgave           | 62e             | 59e                  |                |              |  | 45e          |  | 345e (UWT)        |
| 2019 |                 |               |                      |                | 81e              | opgave          | opgave               | opgave         |              |  | opgave       |  | 643e (UWR)        |
| 2020 | 76e             | 92e           | 28e                  |                |                  |                 |                      | 9e             |              |  |              |  |                   |
| 2021 | 76e             | opgave        | 43e                  | opgave         | 51e              |                 |                      | 6e             |              |  | 54e          |  |                   |
| 2022 | 112e            |               | opgave               |                | opgave           |                 |                      | opgave         |              |  |              |  |                   |
| 2023 |                 |               | opgave               | 123e           |                  | opgave          | opgave               | 67e            |              |  | 35e          |  |                   |
| 2024 |                 |               |                      |                |                  |                 | opgave               | 63e            |              |  | opgave       |  |                   |

## Ploegen
- 2012 –  Arbö Gebrüder Weiss-Oberndorfer
- 2013 –  Arbö Gebrüder Weiss-Oberndorfer
- 2014 –  Gebrüder Weiss-Oberndorfer
- 2015 –  Team Felbermayr Simplon Wels (tot 15 juni)
- 2015 –  Tirol Cycling Team (vanaf 16 juni)
- 2015 –  Tinkoff-Saxo (stagiair vanaf 1 augustus)
- 2016 –  Tinkoff
- 2017 –  Trek-Segafredo
- 2018 –  Trek-Segafredo
- 2019 –  Trek-Segafredo
- 2020 –  NTT Pro Cycling
- 2021 –  Team Qhubeka-ASSOS
- 2022 –  Alpecin-Fenix
- 2023 –  Alpecin-Deceuninck
- 2024 –  Alpecin-Deceuninck
- 2025 –  Alpecin-Deceuninck

Bauer · Dürager · Edmüller · Erler · Gogl · Grömer · Hasibeder · Jang · Kratochvila · Lechner · Park · Pavitschitz · Pria · Ranacher · Reiter · Schinagl · Schrangl · Stadler · Weineroither · Kendler (stagiair)
Edmüller · Erler · Gogl · Hasibeder · Homolka · Kendler · Kratochvila · Kuen · Lechner · Matzner · Müller · Ranacher · Reiter · Schrangl · Zeller
Edmüller · Gazvoda · Gogl · Holzinger · Kendler · Koudela · Kratochvila · Kuen · Lechner · Meier · Meiler · Müller · Ranacher · Reiter
Biedermann · Gogl · Golčer · Großschartner · Grünwalder · Huber · Illenberger · Krizek · Kvasina · Marin · Mühlberger · Rabitsch · Schinnagel · Schöffmann · Zeller
Basso · Beltrán · Bennati · Boaro · Bodnar · Breschel · Broett · Contador · Hansen · Hernández · Juul-Jensen · Kišerlovski · Kolář · Kreuziger · Majka · McCarthy · Mørkøv · Paulinho · Petrov · Pires · Poljański · Rogers · Rovny · J. Sagan · P. Sagan  · Sørensen · Tosatto · Troesov · Valgren · Zaugg · Gogl (stagiair) · Großschartner (stagiair) · Tolhoek (stagiair)
Baška · Bennati · Blythe · Boaro · Bodnar · Broett · Contador · Gatto · Gogl · Hansen · Hernández · Kišerlovski · Kolář · Kreuziger · Majka · McCarthy · Paulinho · Petrov · Poljański · Rogers · Rovny · J. Sagan · P. Sagan   · Tosatto · Trofimov · Troesov · Valgren · Ballerini (stagiair) · Fortunato (stagiair) · Montagnoli (stagiair)
Alafaci · Beppu · Bernard · Brändle · Cardoso · Coledan · Contador · Daniel · Degenkolb · Didier · Felline · Gogl · Guerreiro · Hernández · Irizar · de Kort · Mollema · Nizzolo · Pantano · Pedersen · van Poppel · Rast · Reijnen · Stetina · Stuyven · Theuns · Zubeldia · Conci (stagiair) · Moschetti (stagiair) · Toovey (stagiair)
Alafaci · Beppu · Bernard · Brambilla · Brändle · Conci · Daniel · Degenkolb · Didier · Eg · Felline · Frame · Gogl · Grmay · Guerreiro · Irizar · de Kort · Mollema · Mullen · Nizzolo · Pantano · Pedersen · van Poppel · Rast · Reijnen · Skujiņš · Stetina · Stuyven
Beppu · Bernard · Brambilla · Ciccone · Clarke · Conci · Degenkolb · Eg · Felline · Frame · Gogl · Irizar (actief t/m 3 augustus) · Kirsch · de Kort · Mollema · Mosca (vanaf 1 augustus) · Moschetti · Mullen · Pantano · Pedersen  · Porte · Reijnen · Skujiņš · Stetina · Stuyven · Theuns · Debeaumarché (stagiair) · López (stagiair) · Quarterman (stagiair)
Barbero · Battistella · Boasson Hagen · Campenaerts · Carbel · De Bod · Dlamini · Dyball · Gasparotto · Gebreigzabhier · Gibbons · Gogl · Iribe · Janse van Rensburg · King · Kreuziger · Mäder · Meintjes · Nizzolo  · O'Connor · Pozzovivo · Sobrero · Stokbro · Sunderland · Thomson · Tiller · Valgren · Walscheid · Wyss
Armée · Aru · Barbero · Bennett · Brown · Campenaerts · Claeys · Clarke · Dlamini · Frankiny · Gogl · Hansen · Henao · Janse van Rensburg · Lindeman · Nizzolo  · Pelucchi · Power · Pozzovivo · Schmid · Stokbro · Sunderland · Tanfield · Vacek · Vinjebo · Walscheid · Wiśniowski
Anderson · Ballerstedt · Bax · Bayer · De Bondt · De Tier · Dillier · Gaze · Gogl · Janssens · Krieger · Leysen · Mareczko · Merlier · Meurisse · Oldani · Philipsen · Planckaert · Rickaert · Riesebeek · Sbaragli · Stannard · Taminiaux · Thwaites · Van Den Bossche · D. van der Poel · M. van der Poel · Van Keirsbulck · Vermeersch · Vermote · Vine
Ballerstedt · Bayer · Conci · De Bondt · Dillier · Gaze · Ghys · Gogl · Groves · Hermans · Janssens · Kragh Andersen · Krieger · Leysen · Mareczko · Meurisse · Oldani · Osborne · Philipsen · Planckaert · Plowright · Rickaert · Riesebeek · Sbaragli · Sinkeldam · Stannard · Taminiaux · Van Den Bossche · van der Poel  · Vermeersch
Ballerstedt · Bayer · Boven · Conci · Dillier · Gaze · Ghys · Gogl · Groves · Hermans · Hollmann · Janssens · Kielich · Kragh Andersen · Laurance · Leysen · Meurisse · Osborne · Philipsen · Planckaert · Plowright · Rickaert · Riesebeek · Sinkeldam · Uhlig · Van Den Bossche · van der Poel  · Van Tricht · Vergallito · Vermeersch
Bayer · Boven · Debruyne · Dehairs · Del Grosso · Dillier · Gaze · Ghys · Glivar · Gogl · Groves · Hermans · Hollmann · Janssens · Kielich · Meurisse · Philipsen · Planckaert · Plowright · Price-Pejtersen · Rickaert · Riesebeek · Uhlig · Van Den Bossche · van der Poel · Van Tricht · Vergallito · Vermeersch